# Hakenberg (Halver)
Hakenberg ist eine Hofschaft in Halver im Märkischen Kreis im Regierungsbezirk Arnsberg in Nordrhein-Westfalen (Deutschland).

## Lage und Beschreibung
Hakenberg liegt im Westen des Halveraner Stadtgebietes nahe der Stadtgrenze zu Radevormwald. Die Nachbarorte sind Diekerhof, Bärendahl, Schwenke und Grafweg.
Der Ort ist über einen Satz von Nebenstraßen erreichbar, die bei Schwenke von der Bundesstraße 229 abzweigt und weitere benachbarte Ortschaften anbindet. Der Bach Waldschlenke, ein Zufluss des  Bachs Hartmecke fließt an dem Ort vorbei. Der  Bach entspringt südwestlich von Hakenberg an der 399 Meter hohen Erhebung Frerberg.

## Geschichte
Hakenberg wurde erstmals 1483 urkundlich erwähnt, die Entstehungszeit der Siedlung wird aber auf dem Zeitraum zwischen 900 und 1050 infolge des fränkisch-karolingischen Siedlungsbaus vermutet.
Spätestens seit dem Frühmittelalter (nach anderen Angaben seit vorgeschichtlicher Zeit) verlief östlich von Hakenberg eine wichtige Altstraße von Wipperfürth nach Breckerfeld vorbei. Nordwestlich vom Ort befindet sich auf dem Bollberg ein Ringwall, der nach Ausgrabungen (Keramikfunde aus dem 9. Jahrhundert) und neueren Forschungen als fränkische Ausbau- und Fliehburg zur Sicherung dieser Altstraße gedeutet wird.
Um 1500 ist durch Urkunden belegt, dass der Hof Hakenberg dem bergischen Amt Beyenburg abgabenpflichtig war. Die Gerichtsbarkeit des Hofs unterstand einem extra für die bergischen Höfe im ansonsten märkisch beherrschten Kirchspiel Halver bestellten bergischem Richter, was häufig zu Streit mit dem für das Kirchspiel eigentlich zuständigen märkischen Gografen führte.
1818 lebten 26 Einwohner im Ort. 1838 gehörte Hakenberg der Eickhöfer Bauerschaft innerhalb der Bürgermeisterei Halver an. Der laut der Ortschafts- und Entfernungs-Tabelle des Regierungs-Bezirks Arnsberg als Hof kategorisierte Ort besaß zu dieser Zeit fünf Wohnhäuser, eine Fabrik bzw. Mühle und fünf landwirtschaftliche Gebäude. Zu dieser Zeit lebten 27 Einwohner im Ort, einer davon katholischen und 26 evangelischen Glaubens.
1840 wird der Ort auf der Preußischen Uraufnahme als Hackenberg verzeichnet.
Das Gemeindelexikon für die Provinz Westfalen von 1887 gibt eine Zahl von 19 Einwohnern an, die in drei Wohnhäusern lebten. Der Ort wird zu dieser Zeit ebenfalls Hackenberg genannt.
Westlich von Hakenberg wurde bis 1936 in Bergwerken, den Zechen Annaglück und Idaglück, Eisenerz abgebaut. Dort befand sich bis 2002 auf der Stadtgrenze zu Radevormwald auch die Standortmunitionsniederlage Wuppertal der Bundeswehr.